# Associazione Calcio Torino 1939-1940
Questa voce raccoglie le informazioni riguardanti l'Associazione Calcio Torino nelle competizioni ufficiali della stagione 1939-1940.

## Rosa
| N. |                   | Ruolo | Calciatore           |
| -- | ----------------- | ----- | -------------------- |
|    | Italia (bandiera) | C     | Federico Allasio     |
|    | Italia (bandiera) | C     | Fioravante Baldi III |
|    | Italia (bandiera) | A     | Marco Borrini        |
|    | Italia (bandiera) | A     | Ermes Borsetti       |
|    | Italia (bandiera) | D     | Livio Bussi          |
|    | Italia (bandiera) | C     | Aldo Cadario         |
|    | Italia (bandiera) | A     | Emilio Capri         |
|    | Italia (bandiera) | A     | Luigi Ferrero        |
|    | Italia (bandiera) | D     | Osvaldo Ferrini      |
|    | Italia (bandiera) | C     | Cesare Gallea        |

| N. |                   | Ruolo | Calciatore        |
| -- | ----------------- | ----- | ----------------- |
|    | Italia (bandiera) | C     | Luigi Ganelli     |
|    | Italia (bandiera) | P     | Giuseppe Maina    |
|    | Italia (bandiera) | C     | Libero Marchini   |
|    | Italia (bandiera) | A     | Danilo Michelini  |
|    | Italia (bandiera) | C     | Bruno Neri        |
|    | Italia (bandiera) | P     | Aldo Olivieri     |
|    | Italia (bandiera) | A     | Franco Ossola     |
|    | Italia (bandiera) | C     | Walter Petron     |
|    | Italia (bandiera) | D     | Sergio Piacentini |
|    | Italia (bandiera) | C     | Giuseppe Vairo    |

## Calciomercato
| Acquisti | Acquisti         | Acquisti | Acquisti               |
| R.       | Nome             | da       | Modalità               |
| -------- | ---------------- | -------- | ---------------------- |
| C        | Luigi Ganelli    | Piacenza | definitivo             |
| C        | Libero Marchini  | Lazio    | definitivo             |
| A        | Marco Borrini    | Novara   | definitivo             |
| A        | Ermes Borsetti   | Roma     | definitivo             |
| A        | Emilio Capri     | Lazio    | definitivo             |
| A        | Danilo Michelini | Roma     | definitivo             |
| A        | Franco Ossola    | Varese   | definitivo (55 000 £.) |

| Cessioni | Cessioni            | Cessioni | Cessioni   |
| R.       | Nome                | a        | Modalità   |
| -------- | ------------------- | -------- | ---------- |
| D        | Luigi Brunella      | Roma     | definitivo |
| A        | Emilio Barbero      | Piacenza | definitivo |
| A        | Mario Bo            | Juventus | definitivo |
| A        | Walter D'Odorico    | Udinese  | definitivo |
| A        | Giovanni Gaddoni    | Atalanta | definitivo |
| A        | Coriolano Palumbo   | Brescia  | definitivo |
| A        | Giuliano Pellegrino | Savona   | definitivo |
| A        | Raf Vallone         | Novara   | prestito   |

## Risultati

### Serie A

#### Girone di andata
| Arbitro: | Scarpi (Dolo) |

|                         |           |              |
| Marchini 52’ Petron 89’ | Marcatori | 16’ Pasinati |

| Arbitro: | Zelocchi (Modena) |

|               |           |            |
| Vettraino 22’ | Marcatori | 65’ Petron |

| Arbitro: | Galeati (Bologna) |

|               |           |  |
| Baldi III 25’ | Marcatori |  |

| Arbitro: | Salvatori (Roma) |

|                                     |           |             |
| Biavati 42’ Porta 72’ Reguzzoni 89’ | Marcatori | 87’ Ferrero |

| Arbitro: | Soliani (Genova) |

|            |           |                         |
| Petron 65’ | Marcatori | 40’ Bellini 77’ Gabetto |

| Arbitro: | Zelocchi (Modena) |

|                        |           |            |
| Puppo 25’ Busidoni 27’ | Marcatori | 65’ Petron |

| Arbitro: | Conticini (Firenze) |

|             |           |  |
| Allasio 39’ | Marcatori |  |

| Arbitro: | Pizziolo (Firenze) |

|                          |           |           |
| Bollano 2’ Callegari 85’ | Marcatori | 62’ Capri |

| Arbitro: | Dattilo (Roma) |

|  |           |             |
|  | Marcatori | 61’ Demaria |

| Roma 3 dicembre 1939, ore 14:30 UTC+1 10ª giornata | Roma             | 0 – 0 | Torino | Campo Testaccio\| Arbitro: \| Pirovano (Monza) \| |
| Arbitro:                                           | Pirovano (Monza) |       |        |                                                   |

| Arbitro: | Soliani (Genova) |

|                                        |           |              |
| Michelini 23’ Baldi III 77’ Petron 88’ | Marcatori | 65’ Colaussi |

| Arbitro: | Moretti (Genova) |

|           |           |                      |
| Banfi 18’ | Marcatori | 57’ Petron 84’ Capri |

| Arbitro: | Tonnetti (Roma) |

|                        |           |                        |
| Mancini 36’ Dugini 86’ | Marcatori | 4’ Capri 47’ Michelini |

| Arbitro: | Mazza (Torre del Greco) |

|                        |           |              |
| Capri 2’ Michelini 49’ | Marcatori | 53’ Morselli |

| Arbitro: | Dattilo (Roma) |

|               |           |  |
| Arcari IV 65’ | Marcatori |  |

#### Girone di ritorno
| Arbitro: | Scorzoni (Bologna) |

|           |           |                             |
| Boffi 16’ | Marcatori | 7’, 70’ Michelini 89’ Capri |

| Arbitro: | Moretti (Genova) |

|  |           |            |
|  | Marcatori | 34’ Pisa I |

| Arbitro: | Dattilo (Roma) |

|  |           |                  |
|  | Marcatori | 42’ (aut.) Galli |

| Arbitro: | Ciamberlini (Genova) |

|                        |           |               |
| Capri 60’ Borsetti 76’ | Marcatori | 66’ Puricelli |

| Arbitro: | Dattilo (Roma) |

|            |           |               |
| Tomasi 53’ | Marcatori | 14’ Michelini |

| Torino 25 febbraio 1940, ore 15:00 UTC+1 21ª giornata | Torino           | 0 – 0 | Venezia | Stadio Filadelfia\| Arbitro: \| Soliani (Genova) \| |
| Arbitro:                                              | Soliani (Genova) |       |         |                                                     |

| Arbitro: | Bonivento (Venezia) |

|                                   |           |               |
| Quario 7’ Romagnoli 60’ Biagi 76’ | Marcatori | 47’ Michelini |

| Arbitro: | Pizziolo (Firenze) |

|                                     |           |  |
| Petron 11’ Borsetti 16’ Ganelli 83’ | Marcatori |  |

| Arbitro: | Ciamberlini (Genova) |

|                                                                        |           |             |
| Candiani 1’ Demaria 32’ (rig.) Guarnieri 50’ Frossi 69’ Campatelli 73’ | Marcatori | 10’ Allasio |

| Arbitro: | Galeati (Bologna) |

|                                          |           |  |
| Allasio 21’ Michelini 22’ Capri 52’, 88’ | Marcatori |  |

| Arbitro: | Biancone (Roma) |

|                           |           |                         |
| Trevisan 70’ Colaussi 85’ | Marcatori | 5’ Ganelli 60’ Borsetti |

| Arbitro: | Salvatori (Roma) |

|                                      |           |                                   |
| Michelini 10’, 26’ Borsetti 40’, 44’ | Marcatori | 14’, 61’ Banfi 21’ Sentimenti III |

| Arbitro: | Fois (Roma) |

|                          |           |                        |
| Borsetti 56’ Ganelli 86’ | Marcatori | 20’ Begnini 80’ Fabbri |

| Arbitro: | Galeati (Bologna) |

|                                     |           |                     |
| Baldini 44’ Ellena 55’ Morselli 88’ | Marcatori | 5’ Capri 46’ Petron |

| Arbitro: | Bellè (Venezia) |

|                                 |           |                      |
| Borsetti 26’, 61’ Michelini 34’ | Marcatori | 75’ (rig.) Arcari IV |

### Coppa Italia

#### Sedicesimi di finale
| Arbitro: | Zelocchi (Modena) |

|               |           |                        |
| Guarnieri 73’ | Marcatori | 63’ Borsetti 81’ Capri |

#### Ottavi di finale
| Arbitro: | Scorzoni (Bologna) |

|                           |           |           |
| Moretti 68’ Dusi 82’, 84’ | Marcatori | 62’ Capri |

## Statistiche

### Statistiche di squadra
| Competizione | Punti | In casa | In casa | In casa | In casa | In casa | In casa | In trasferta | In trasferta | In trasferta | In trasferta | In trasferta | In trasferta | Totale | Totale | Totale | Totale | Totale | Totale | DR |
| Competizione | Punti | G       | V       | N       | P       | Gf      | Gs      | G            | V            | N            | P            | Gf           | Gs           | G      | V      | N      | P      | Gf     | Gs     | DR |
| ------------ | ----- | ------- | ------- | ------- | ------- | ------- | ------- | ------------ | ------------ | ------------ | ------------ | ------------ | ------------ | ------ | ------ | ------ | ------ | ------ | ------ | -- |
| Serie A      | 33    | 15      | 10      | 2       | 3       | 28      | 14      | 15           | 3            | 5            | 7            | 19           | 27           | 30     | 13     | 7      | 10     | 47     | 41     | +6 |
| Coppa Italia | -     | 0       | 0       | 0       | 0       | 0       | 0       | 2            | 1            | 0            | 1            | 3            | 4            | 2      | 1      | 0      | 1      | 3      | 4      | -1 |
| Totale       | -     | 15      | 10      | 2       | 3       | 28      | 14      | 17           | 4            | 5            | 8            | 22           | 31           | 32     | 14     | 7      | 11     | 50     | 45     | +5 |

### Statistiche dei giocatori
| Giocatore     | Serie A  | Serie A | Coppa Italia | Coppa Italia | Totale   | Totale |
| Giocatore     | Presenze | Reti    | Presenze     | Reti         | Presenze | Reti   |
| ------------- | -------- | ------- | ------------ | ------------ | -------- | ------ |
| F. Allasio    | 21       | 3       | 2            | 0            | 23       | 3      |
| F. Baldi III  | 23       | 2       | 1            | 0            | 24       | 2      |
| M. Borrini    | 9        | 0       | 1            | 0            | 10       | 0      |
| E. Borsetti   | 22       | 9       | 2            | 1            | 24       | 10     |
| L. Bussi      | 3        | 0       | 1            | 0            | 4        | 0      |
| A. Cadario    | 15       | 0       | 1            | 0            | 16       | 0      |
| E. Capri      | 23       | 9       | 2            | 2            | 25       | 11     |
| L. Ferrero    | 8        | 1       | 0            | 0            | 8        | 1      |
| O. Ferrini    | 27       | 0       | 1            | 0            | 28       | 0      |
| C. Gallea     | 28       | 0       | 2            | 0            | 30       | 0      |
| L. Ganelli    | 8        | 3       | 1            | 0            | 9        | 3      |
| G. Maina      | 2        | -2      | 0            | -0           | 2        | -2     |
| L. Marchini   | 17       | 1       | 0            | 0            | 17       | 1      |
| D. Michelini  | 27       | 10      | 2            | 0            | 29       | 10     |
| B. Neri       | 9        | 0       | 0            | 0            | 9        | 0      |
| A. Olivieri   | 28       | -39     | 2            | -4           | 30       | -43    |
| F. Ossola     | 4        | 0       | 0            | 0            | 4        | 0      |
| W. Petron     | 26       | 8       | 2            | 0            | 28       | 8      |
| S. Piacentini | 29       | 0       | 2            | 0            | 31       | 0      |
| G. Vairo      | 1        | 0       | 0            | 0            | 1        | 0      |